# Patrik Macej
Patrik Macej (sinh 11 tháng 6 năm 1994) là một cầu thủ bóng đá Cộng hòa Séc thi đấu cho FC DAC 1904 Dunajská Streda với vị trí thủ môn.

## Sự nghiệp câu lạc bộ
Macej thi đấu bóng đá quốc tế ở cấp độ U-16 cho U-16 Cộng hòa Séc, U-17 cho U-17 Cộng hòa Séc và cấp độ U-18 cho U-18 Cộng hòa Séc.

### MFK Zemplín Michalovce
Macej ra mắt chuyên nghiệp cho MFK Zemplín Michalovce trước AS Trenčín ngày 16 tháng 7 năm 2016.